# Narcisse Girard

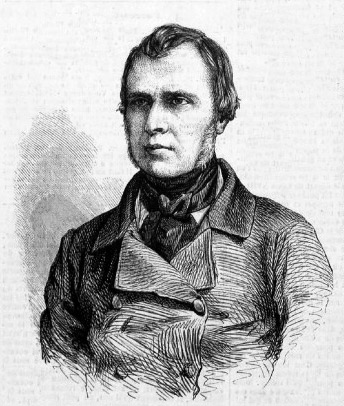
Narcisse Girard

Narcisse Girard (* 27. Januar 1797 in Mantes-la-Jolie; † 17. Januar 1860 in Paris) war ein französischer Dirigent und Komponist.

## Leben
Narcisse Girard studierte am Pariser Konservatorium Violine bei Pierre Baillot und Komposition bei Anton Reicha. Nach dem Abschluss seiner Ausbildung 1820 hielt er sich mehrere Jahre in Italien auf. Er leitete dann in Paris verschiedene Orchester: zunächst das Orchester des Théâtre-Italien, dann ab 1836 das Orchester der Opéra-Comique. Als Nachfolger von François-Antoine Habeneck wurde er schließlich ab 1846 Dirigent der Pariser Oper und von 1849 bis 1859 darüber hinaus der Société des concerts du Conservatoire. Außerdem war er Chefdirigent des Kaiserlichen Orchesters und des Orchesters der Académie Impériale de Musique und unterrichtete am Conservatoire de Paris. Girard dirigierte Stücke wie Marquis und Dieb – Komische Oper in einem Akt.
Girard dirigierte am 23. November 1834 die Uraufführung der Sinfonie Harold en Italie seines Freundes Hector Berlioz, der ihm bereits die Ouvertüre seiner Oper Les Francs Juges gewidmet hatte. Er wurde als Ritter der Ehrenlegion ausgezeichnet.
Girard erlitt am 16. Januar 1860 einen Herzinfarkt, während er eine Aufführung von Meyerbeers Huguenots leitete. Er dirigierte die Vorstellung noch bis zum Septett im dritten Akt weiter, verstarb aber in der darauffolgenden Nacht in seiner Wohnung.